# Mike van der Hoorn
Mike van der Hoorn (ur. 15 października 1992 w Almere) – holenderski piłkarz występujący na pozycji obrońcy w walijskim klubie Swansea City. Wychowanek Utrechtu, w swojej karierze grał także w Ajaksie. Były młodzieżowy reprezentant Holandii.